# Vennemindevej
 Der er for få eller ingen kildehenvisninger i denne artikel, hvilket er et problem. Du kan hjælpe ved at angive troværdige kilder til de påstande, som fremføres i artiklen.

Vennemindevej er en ca. 700 meter lang vej på Ydre Østerbro. Den begynder som en sidegade til Jagtvej, og fortsætter mod nord til Kildevældsparken.
Vejnavnet stammer fra omkring 1897, og den er opkaldt efter ejendommen Lille Venneminde, der lå i området (omtrent ved Otto Mallings Gade). Det egentlige Venneminde, som ejendommen havde taget sit navn fra, var dog bryggernes gamle vangehus, her på Bryggervangen, som ved 1800-tallets begyndelse blev bygget om til en fornem lystejendom, og på et kort fra 1810 er omtalt som ”Wenners Minde”. Denne bygning lå på Vennemindevejs østlige side nær Jagtvejen. Det svarer i dag til adressen Jagtvej nr. 197.
Stykket nord for Landskronagade, der fra ca. 1904 til 1922 hed Wedellsborggade, var opkaldt efter en fynsk herregård.
Fra begyndelsen af 1800-tallet lå der kun få bygninger på den såkaldte Bryggervang, der dækkede hele arealet mellem Lyngbyvejen, det nuværende Østerbrogade, Vognmandsmarken og Jagtvejen. Det var Nygård, som lå på den allerede da anlagte Vennemindevej. På et kort fra 1827 ses Nygård – som i virkeligheden omfatter to små gårde – liggende mutters alene mens seks andre gårde ligger ude i Bryggervangens kanter, langs de fire nævnte veje.
Både Nygårdsvej, Vennemindevej og Vognmandsmarken følger således ældgamle hovedskel. Alle andre veje i det såkaldte Bryggervangskvarteret er anlagt senerehen.
I dag er der primært beboelse på vejen, men meget forskelligartet, i 4-5 etager. Man finder mindre butikker, såsom frisør, pizzeria, renseri. Det er tydeligt at bygningerne mod syd er de ældste, byggeriet af gaden er startet fra Jagtvej og har bevæget sig mod nord. De ældste og de mest herskabelige lejligheder finder man i gadens sydende, som en slags social kronologi.
Buslinje 4A kører gennem gaden, som er forholdsvis trafikeret. I 2010 blev der bygget cykelsti på begge sider af Vennemindevej fra Jagtvej til Vognmandsmarken.
Mens der i dag kun er få små butikker i gaden, fandt man tidligere et livligt butiksliv. I 50’erne var der et hav af småhandlende, bl.a. lå der i nr. 1 legetøjsforretningen ”Dukkemagasinet”, i nr. 3 en konfekturehandel, 5 cigarforretning og skræddermester, 9 radioforhandler, 11 Henning Olsen konfekture engros, 13 frugt- og grønt, 15 parfumeriet ”Norma”, 23 en slagter, 27 en købmand, 43 kiosk og viktualieforhandler, samt en kaffe- og smørhandel, 45 trikotagehandel, 51 manufakturhandel, 53 ”Bryggervangens Mejeri”, 55 viktualiehandler, 57 fiskehandel, 59 ”Frugtbørsen”, 63 cykelhandel, 65 legetøjsforretningen ”Eventyrboden”, 2 damefrisørsalonen ”Beauty”, 6 fiskehandler og lædervarefabrik, 8 en paraplyforretning, 38 en manufakturhandel, 40 skotøjshandel, 56 en tandtekniker, 60 mejeri, 68 cigarhandel og i nr. 74 lå møbelhandleren ”Møbler efter Maal”.

## Nævneværdige bygninger i gaden
- Nr. 13, 2.tv.: Her boede tidligere kunstmaleren Niels Bruun (1918-93), der bl.a. læste jura og deltog i modstandsbevægelsen under den tyske besættelse 1940-45.

- Nr. 30: Her lå tidligere ”Dunlop Rubber, cykle- & Automobilringe”.

- Nr. 39: Opført som telefoncentral af KTAS – det tidligere TDC – i 1926-27 ved Jens Ingwersen og Jørgen V. Jepsen.